# Promessa unilaterale
Nel diritto italiano, con la promessa unilaterale un soggetto assicura ad un altro un certo comportamento futuro. La promessa è vincolante se inserita in un contratto avente valida causa; è invece insufficiente ed inadatta a far nascere un obbligo giuridico la semplice promessa unilaterale sganciata da qualunque figura convenzionale. A conferma di ciò, l'art. 1987 del codice civile stabilisce che "una promessa unilaterale non produce effetti obbligatori, salvo i casi ammessi dalla legge" (ne consegue, allora, che le promesse unilaterali vincolanti sono ipotesi tipiche e che, quando non rientrano nei casi ammessi dalla legge, possono far nascere, al più, solo un'obbligazione naturale).

## Riconoscimento del debito
Come visto, la dichiarazione unilaterale, in linea di massima, non può far nascere un'obbligazione civile. Tuttavia, è possibile che con una siffatta dichiarazione si riconosca che un debito, nato da valida ed idonea fonte, esista. Per il codice civile questa dichiarazione unilaterale, nota come riconoscimento del debito, non ha effetti sostanziali (cioè, non produce l'effetto di far nascere il debito cui si riferisce), ma ha soltanto un effetto processuale. Precisamente, determina quella che si chiama astrazione processuale: mentre per regola generale il creditore che agisce in giudizio contro il debitore ha l'onere di provare i fatti costitutivi del proprio diritto, cioè la fonte e la causa del suo credito, nei casi in cui il debitore ha riconosciuto il suo debito il creditore è dispensato dall'onere della prova del rapporto fondamentale', ed il debito si presume esistente. Il debitore può invece provare, malgrado il suo riconoscimento, che il debito non è sorto o si è estinto. La norma di riferimento è l'art. 1988 del codice civile.

## Promessa di pagamento
La norma da ultimo citata prevede lo stesso trattamento giuridico anche per un'altra dichiarazione unilaterale, cioè a dire la promessa di pagamento, in quanto nel concetto stesso di pagamento è implicito quello di debito da soddisfare.

## Profili processuali
Il debitore che riconosce il suo debito o promette il suo pagamento sarà in una migliore situazione processuale (qualora, malgrado l'atto ricognitivo compiuto, voglia contestare la sua dichiarazione) nei casi in cui il riconoscimento o la promessa siano titolati, ovvero facciano riferimento, al loro interno, alla causa o al titolo da cui l'obbligazione è sorta. Quando invece sono astratte, la contestazione non potrà essere diretta verso un fatto specifico, ma contro ogni fonte che il creditore indicherà come fatto costitutivo dell'obbligo.
Sia il riconoscimento di debito che la promessa di pagamento legittimano il creditore ad accedere alla procedura monitoria.
| Controllo di autorità | Thesaurus BNCF 51790 |